# Bjcem
BJCEM - Association Internationale pour la Biennale des Jeunes Créateurs d'Europe et de la Méditerranée è un'organizzazione internazionale nata a Sarajevo nel luglio 2001 durante la 10ª edizione della Biennale des Jeunes Créateurs d'Europe et de la Méditerranée con lo scopo di rinforzare il lavoro e le relazioni tra i ministeri, le città le istituzioni e le associazioni culturali del Mediterraneo: ad oggi l'Associazione riunisce 74 membri di 21 paesi, e resta aperta all'adesione di altre associazioni locali e nazionali dell'Europa e dell'area mediterranea.

## Storia e obiettivi
L'obiettivo principale della BJCEM è di promuovere i giovani artisti: lo scopo specifico dell'associazione è di dinamizzare la loro produzione culturale ed espressiva, e di rendere più accessibile l'accesso al circuito internazionale attraverso la creazione d'incontri, di scambi, di riflessioni e di formazione sulla realtà dell'arte contemporanea.
La BJCEM è un grande network che permette la promozione degli scambi culturali attraverso frontiere politiche e geografiche: la Biennale propone un concetto di Europa e di Mediterraneo disposte ad unificare i paesi incoraggiando gli scambi ed il lavoro in comune.
Complessivamente le sedici edizioni realizzate hanno coinvolto oltre 10.000 artisti e più di 700.000 visitatori.
La Biennale des Jeunes Créateurs d'Europe et de la Méditerranée è nata nel 1984 con Tendencias (edizione di prologo alla prima edizione del 1985 tenute entrambe a Barcellona), da un'idea di ARCI Kids, ufficio dell'ARCI per la gioventù, con la missione di permettere ai giovani artisti dell'Europa e del Mediterraneo di incontrarsi in avvenimenti periodici nelle principali città europee e non. La Biennale è stata concepita come un meeting multidisciplinare rivolto ai giovani artisti al di sotto dei 30 anni provenienti dai paesi del Mediterraneo Europeo: l'obiettivo era valorizzare la produzione artistica dei giovani permettendo agli stessi di esprimere la propria visione del mondo.

### La Biennale
Nel 1985 a Barcellona è stato organizzato il primo evento al quale parteciparono Italia, Francia, Spagna, Jugoslavia, Grecia e Portogallo. 

Bologna 1988. Sala Borsa. Party con gli artisti della Biennale giovani.

 I successivi incontri, a cadenza annuale, furono Salonicco nel 1986, Barcellona nel 1987 e Bologna nel 1988; seguirono con cadenza non sempre biennale: Marsiglia nel 1990, Valencia nel 1992, Lisbona nel 1994, Torino nel 1997, Roma nel 1999, Sarajevo nel 2001, Atene nel 2003, Napoli nel 2005, Bari nel 2008, Skopje nel 2009, Skopje nel 2010, Salonicco-Roma nel 2011, Ancona nel 2013 e Milano nel 2015.
È importante ricordare che, parallelamente, sono stati realizzati degli avvenimenti in relazione alla Biennale, come Anteprima Rock a Torino nel 1990, Rotta Mediterranea in Algeria nel 1990 e Six ateliers a Sarajevo nel 1998.
Durante questi anni la Biennale è stata considerata come la più importante finestra per i giovani artisti (dai 18 ai 30 anni) nel Mediterraneo, nei settori: arti visive, arti applicate, immagini in movimento, letteratura, gastronomia, musica, show.

#### La diciassettesima Biennale: Mediterranea 17 Young Artists Biennale
Nel 2015 la manifestazione, con il nome di Mediterranea 17, si svolge a Milano presso la Fabbrica del Vapore, dal 22 ottobre al 22 novembre, nel quadro degli eventi EXPO in città, in collaborazione con il Comune di Milano. Più di 250 artisti, selezionati attraverso un bando, saranno presenti a Milano dal 22 al 25 ottobre. 
Concept dell'iniziativa è “No food's Land – Milano after EXPO”. Curatore dell'iniziativa è Andrea Bruciati, critico e curatore, attuale direttore artistico di ArtVerona.